# Diplolaena
Diplolaena is een geslacht van groenblijvende struiken uit de wijnruitfamilie (Rutaceae). De soorten komen voor in het zuidwesten van West-Australië.

## Soorten
- Diplolaena andrewsii Ostenf.
- Diplolaena angustifolia Hook.
- Diplolaena cinerea Paul G.Wilson
- Diplolaena dampieri Desf.
- Diplolaena drummondii (Benth.) Ostenf.
- Diplolaena eneabbensis Paul G.Wilson
- Diplolaena ferruginea Paul G.Wilson
- Diplolaena geraldtonensis Paul G.Wilson
- Diplolaena grandiflora Desf.
- Diplolaena graniticola Paul G.Wilson
- Diplolaena leemaniana Paul G.Wilson
- Diplolaena microcephala Bartl.
- Diplolaena mollis Paul G.Wilson
- Diplolaena obovata Paul G.Wilson
- Diplolaena velutina (Paul G.Wilson) Paul G.Wilson

... · 
Acradenia · 
Acronychia · 
Aegle · 
Afraegle · 
Amyris · 
Casimiroa · 
Choisya · 
Citrus · 
Clausena · 
Dictamnus · 
Diplolaena · 
Fortunella · 
Limonia · 
Melicope · 
Murraya · 
Phellodendron · 
Poncirus · 
Ptelea · 
Ruta · 
Skimmia · 
Tetradium · 
Vangueriella · 
Vepris · 
Zanthoxylum · 
Zieria · 
...